# Championnat du Burkina Faso de football
Le championnat du Burkina Faso de football est une compétition placée sous l'égide de la Fédération burkinabé de football depuis 1961.

## Histoire
L'édition 2020, suspendue en mars, est officiellement annulée, le 5 mai 2020 par la FBF, en raison de la pandémie de maladie à coronavirus et après avoir également arrêté le championnat de 2e division, quelques semaines auparavant. Par conséquent, le titre national n'est pas attribué et aucune relégation n'est promulguée. En revanche, la FBF annonce que deux clubs bénéficient d'une promotion pour la saison prochaine : Saint Camille et Vitesse FC, faisant ainsi passer le Championnat à 18 clubs (au lieu de 16 précédemment).

## Palmarès
| Année | Champion                                  |
| 1961  | ASF Bobo (1)                              |
| 1962  | EF Ouagadougou (1)                        |
| 1963  | US FRAN (1)                               |
| 1964  | US FRAN (2)                               |
| 1965  | EF Ouagadougou (2)                        |
| 1966  | ASF Bobo (1)                              |
| 1967  | US Ouagadougou (1)                        |
| 1968  | US FRAN (3)                               |
| 1969  | USFAN (1)                                 |
| 1970  | USFAN (2)                                 |
| 1971  | USFAN (3)                                 |
| 1972  | RC Bobo (1)                               |
| 1973  | ASFA Yennenga (1)                         |
| 1974  | Silures (1)                               |
| 1975  | Silures (2)                               |
| 1976  | Silures (3)                               |
| 1977  | Silures (4)                               |
| 1978  | Silures (5)                               |
| 1979  | Silures (6)                               |
| 1980  | Silures (7)                               |
| 1981  | Championnat non disputé                   |
| 1982  | Championnat non disputé                   |
| 1983  | US Ouagadougou (2)                        |
| 1984  | USFAN (4)                                 |
| 1985  | EF Ouagadougou (3)                        |
| 1986  | EF Ouagadougou (4)                        |
| 1987  | USFAN (5)                                 |
| 1988  | EF Ouagadougou (5)                        |
| 1989  | ASFA Yennenga (2)                         |
| 1990  | EF Ouagadougou (6)                        |
| 1991  | EF Ouagadougou (7)                        |
| 1992  | EF Ouagadougou (8)                        |
| 1993  | EF Ouagadougou (9)                        |
| 1994  | EF Ouagadougou (10)                       |
| 1995  | ASFA Yennenga (3)                         |
| 1996  | RC Bobo (2)                               |
| 1997  | RC Bobo (3)                               |
| 1998  | USFAN (6)                                 |
| 1999  | ASFA Yennenga (4)                         |
| 2000  | USFAN (7)                                 |
| 2001  | EF Ouagadougou (11)                       |
| 2002  | ASFA Yennenga (5)                         |
| 2003  | ASFA Yennenga (6)                         |
| 2004  | ASFA Yennenga (7)                         |
| 2005  | Rail Club du Kadiogo (1)                  |
| 2006  | ASFA Yennenga (8)                         |
| 2007  | Commune FC (1)                            |
| 2008  | EF Ouagadougou (12)                       |
| 2009  | ASFA Yennenga (9)                         |
| 2010  | ASFA Yennenga (10)                        |
| 2011  | ASFA Yennenga (11)                        |
| 2012  | ASFA Yennenga (12)                        |
| 2013  | ASFA Yennenga (13)                        |
| 2014  | EF Ouagadougou (13)                       |
| 2015  | RC Bobo (4)                               |
| 2016  | Rail Club du Kadiogo (2)                  |
| 2017  | Rail Club du Kadiogo (3)                  |
| 2018  | ASF Bobo (1)                              |
| 2019  | Rahimo FC (1)                             |
| 2020  | Championnat annulé (Pandémie de Covid-19) |
| 2021  | AS SONABEL (1)                            |
| 2022  | Rail Club du Kadiogo (4)                  |
| 2023  | AS Douanes (1)                            |
| 2024  | AS Douanes (2)                            |
| 2025  | Rahimo FC (2)                             |

## Bilan par club
| Club                                | Titres |
| ----------------------------------- | ------ |
| Étoile Filante de Ouagadougou       | 13     |
| ASFA Yennenga (inclus Jeanne d'Arc) | 13     |
| Silures Bobo-Dioulasso              | 7      |
| USFA (inclus ASFAN et USFAN)        | 7      |
| RC Bobo                             | 4      |
| Rail Club du Kadiogo                | 4      |
| USFR Abidjan-Niger                  | 3      |
| ASF Bobo                            | 3      |
| US Ouagadougou                      | 2      |
| AS Douanes                          | 2      |
| Rahimo FC                           | 2      |
| Commune FC                          | 1      |
| AS SONABEL                          | 1      |